# Tortilla
A Mèxic i Amèrica Central una tortilla és una preparació alimentària elaborada a base de massa de blat de moro nixtamalitzat. Té forma circular i aplanada. Les tortilles de blat de moro són especialment importants en la gastronomia mexicana i s'hi fan els populars tacos, flautes, quesadillas, enchiladas, chilaquiles, totopos, chimichangas, mulitas, entomatadas o enmoladas. Es consumeixen també a altres països d'Amèrica Central, especialment a Guatemala, El Salvador, Nicaragua i Hondures. A Mèxic, a més a més, es confeccionen tortilles de farina de blat.

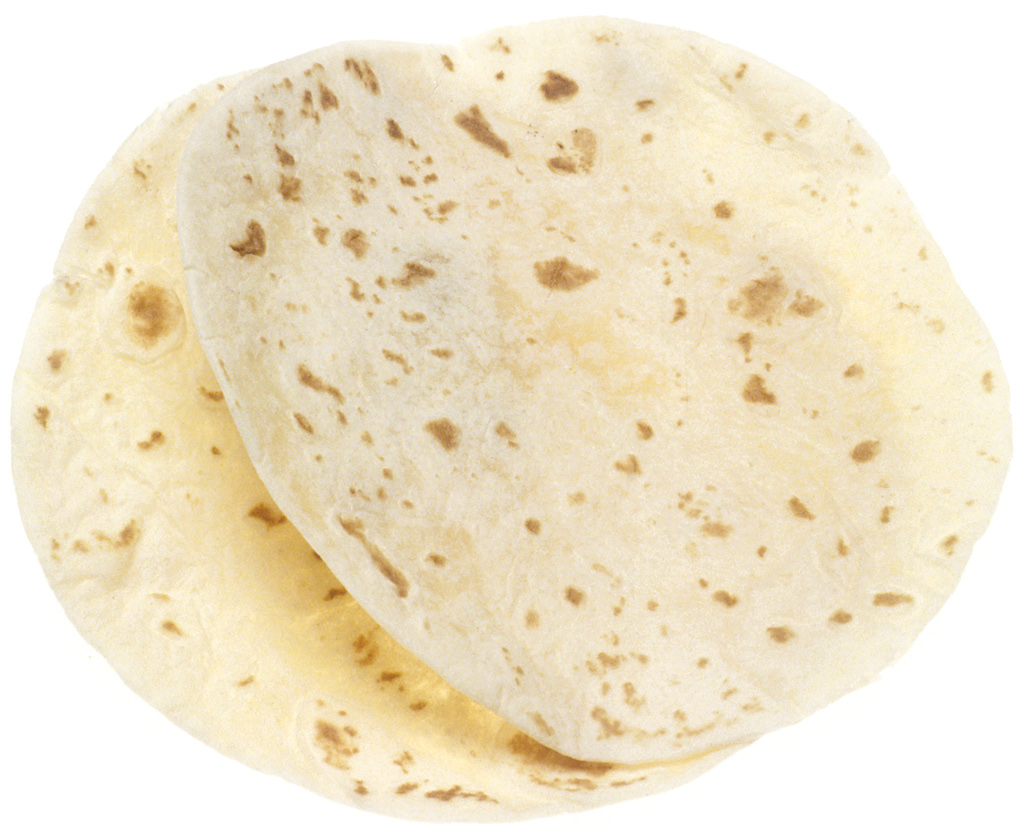
Tortilles de farina de blat

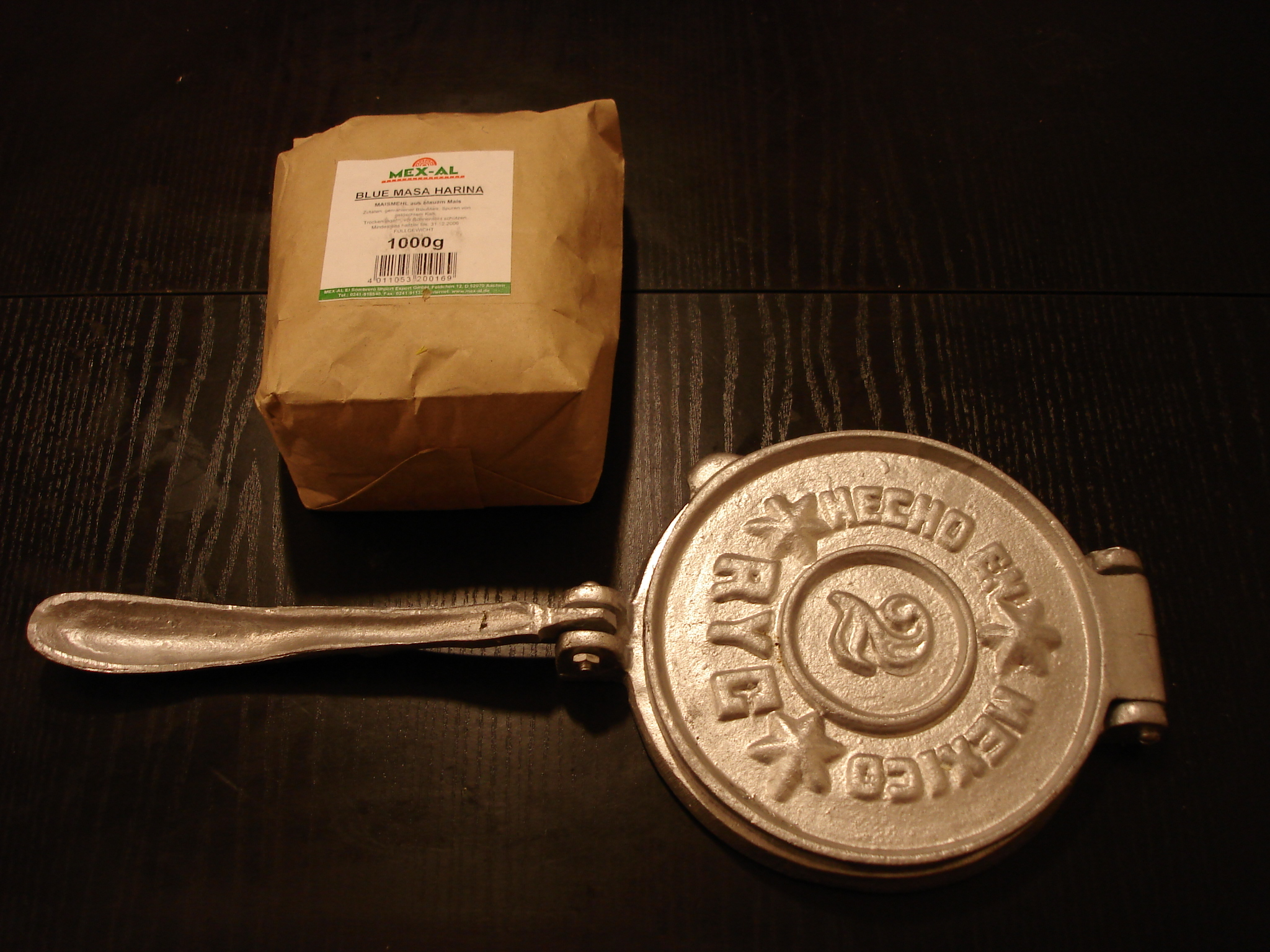
Màquina per fer tortilles i farina de blat de moro color violeta per tortilles comprades a Merseburg bei Halle (Saale) Alemanya

La importància de la tortilla a Mèxic i Mesoamèrica és tal que ha estat emprada en la dieta des d'èpoques molt remotes a diversos pobles de la regió (ie 500 AC a Oaxaca), i ha estat part de la cultura de molts dels pobles originaris d'Amèrica, fins al punt que ha transcendit el consum de tortilla a alres països en l'actualitat. A Espanya des de l'antiguitat s'utilitza la paraula tortilla a la gastronomia i amb la colonització aquest nom va començar a usar-se a Amèrica per a les preparacions de similars característiques geomètriques.
La tortilla mexicana és un pa pla, aixafat, flac rodó i fet de blat de moro. Els grans de blat de moro es couen en aigua bullent amb una base de calç. El procés fa que el blat de moro prengui una consistència suau perquè sigui fàcil de digerir; en surt una massa o pasta uniforme i de color blanc groguenc amb la qual es prepararan les tortilles. Les tortilles no només es poden fabricar amb blat de moro nixtamalitzat, sinó també amb farina de blat de moro, farina de blat, farina de blat integral, farina de blat de moro violeta.
Una tortilla a Mèxic es prepara prenent una bola de massa d'uns pocs grams i aixafat donant-li forma circular a manera de coca o disc pla del voltant de dos mil·límetres de gruix i de 20 a 30 centímetres de diàmetre. Al Salvador es prepara de la mateixa manera, però la tortilla és al voltant d'1 centímetre de gruix i més o menys 14 centímetres de diàmetre. Per al procés s'usen les dues mans i un corró; també es poden fer servir motlles.
La tortilla es cou després sobre una superfície plana calenta, generalment una planxa escalfada per la flama produïda per gas o, a la manera tradicional, amb llenya o carbó. La planxa utilitzada per cuinar les tortilles es diu comal a Mèxic. S'observa que la massa de la tortilla s'escalfa i es volteja dues a tres vegades perquè la tortilla prengui la seva consistència característica. Una bona cocció farà que la tortilla s'infli a causa de l'evaporació de l'aigua continguda en la massa, com passaria amb el pa, de manera que es crea una membrana de cada costat de la tortilla, i és més notori en la tortilla tradicional aquest efecte.
Les tortilles, una vegada que van sortint del comal, tradicionalment es col·loquen dins d'una cistella fabricada de fibres seques de la tija de la planta del blat de moro coneguda com a tazcal i es recobreixen amb una petita manta de tela brodada per conservar-ne la calor coneguda com a tovalló.
Les tortilles es mengen calentes, sempre s'embolicaran altre aliment, com carns, ou, i diversos àpats que en general són salades, excepte en el cas del mole dolç i altres entrades fortes del menjar, ja que és un complement forçós de l'àpat principal del dia.
Hi ha preparacions bullides en oli de càrtam o mantega de porc, sota la qual la tortilla s'endureix de manera que adquireix la denominació de torrada. Les torrades són separades de l'oli en colador de metall; quan ja són seques poden preparar amb diferents tipus d'amaniments i altres aliments salats.
A la cuina mexicana són populars les tortilles de blat de moro blanc, de blat de moro blau o violeta, a les de blat de moro groc les més populars. A Oaxaca, es fan les tlayudas, tortilles de diàmetre més gran i de textura una mica diferent.
De fet, el diàmetre de la tortilla, petit, mitjà o gran, pot ser un factor que li dona qualitats a certs menjars i particularment als tacos. Per exemple, les tortilles de diàmetre petit són emprats en la preparació exclusiva de tacos i aquesta es pot amarar i fregir en oli. És comú que les tortilles de diàmetre petit siguin acompanyades d'una segona tortilla per fer un taco de doble tortilla. El punt de cocció de la tortilla també és important, ja que si es couen regularment i després es tallen a quadres i es fregeixen en oli, es convertiran en tortilla xips. Hi ha moltes diferents formes d'engalanar la tortilla, ja que és un pilar en la cultura de molts països llatinoamericans.

## Història

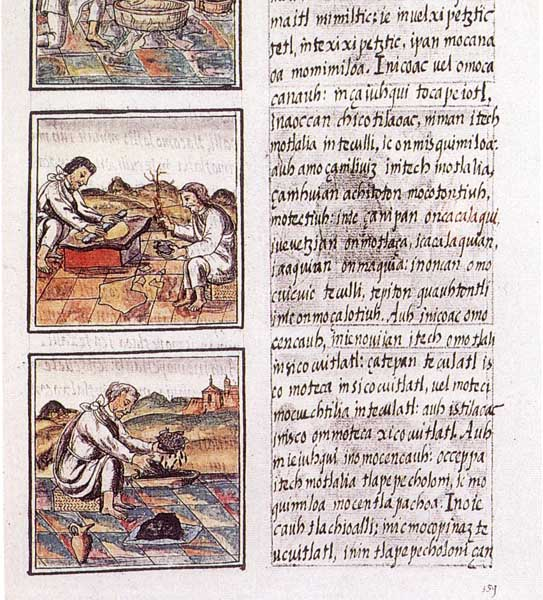
Elaboració de tortilles de blat de moro. Còdex Florentino

L'origen de la tortilla a Mesoamèrica es remunta abans de l'any 500 AC Per exemple, a la regió d'Oaxaca s'han trobat proves que la tortilla es va començar a utilitzar al final de l'Etapa de Villas (1500-500 AC). Se sap això perquè les planxes d'argila utilitzades per a la seva cocció van aparèixer en aquells dies. Les civilitzacions precolombines de Mesoamèrica usaven el blat de moro com el seu aliment base de la mateixa manera que la societat moderna d'aquesta mateixa regió.
Les primeres cròniques d'Índies, descriuen a la  tortilla mesoamericana  com  pa de blat de moro , fins i tot la primera traducció a l'espanyol en la crònica de Francisco López de Gómara del nom de la ciutat de  " Tlaxcala ", va ser referit com:  ..." Tlatxcal, vol dir pa cuit o casa de pa; ja que s'agafa allà més centli que pels voltants "... . Anys més tard, fra Bernardino de Sahagún, descriu en el seu Historia general de las cosas de Nueva España, algunes variants amb el seu nom nàhuatl:
| «                                         | - Les tortilles que cada dia menjaven els senyors es deien totonqui tlaxcalli tlacuelpacholli , vol dir tortilles blanques i calents, i doblegades, compostes en un chiquíhuitl , i cobertes amb un drap blanc. - Altres tortilles menjaven també cada dia que es deien ueitlaxcalli , vol dir tortilles grans; aquestes són molt blanques i molt primes, i amples i molt toves. - Menjaven també altres tortilles que deien quauhtlaqualli ; són molt blanques i gruixudes i grans i aspres; - Una altra manera de tortilles menjaven que eren blanques, i altres una mica rossetes, de molt bon menjar, que anomenaven tlaxcalpacholli ; - També menjaven uns panets no rodons, sinó llargs, que en diuen tlaxcalmimilli ; són rulls i blancs i del largor d'un pam o poc menys (D'acord amb el DRAE, "Memel" procedeix del nàhuatl " mimilli "). - Una altra manera de tortilles menjaven, que anomenaven tlacepoalli ilaxcalli , que eren fullades, eren de delicat menjar. | » |
| — De les menjars que usaven els senyors . | |   |

Com pot observar-se en l'obra citada de Sahagún, poc temps després de la conquesta de Mèxic, ja s'havia designat i estandarditzat en l'idioma espanyol l'ús de la paraula tortilla. No obstant això cada cultura en el seu respectiu idioma, deia i segueix cridant a aquest aliment de blat de moro de forma diferent:
| Idioma         | Nom         |
| Castellà       | tortilla    |
| Nàhuatl        | tlaxcalli   |
| Yukatek (maia) | waaj        |
| Mixteca        | ndíta       |
| Zapoteca       | eta , gueto |
| Otomí          | HME         |
| Tarahumara     | remeke      |

La tortilla, especialment la de farina, ha estat part de la dieta d'astronautes preparada especialment per a missions espacials, ja que ha estat preferida sobre el pa torrat per la quantitat d'engrunes que aquest últim produiria i deixaria surar en l'espai interior de la nau.

## Tecnologies per a la producció de tortilles

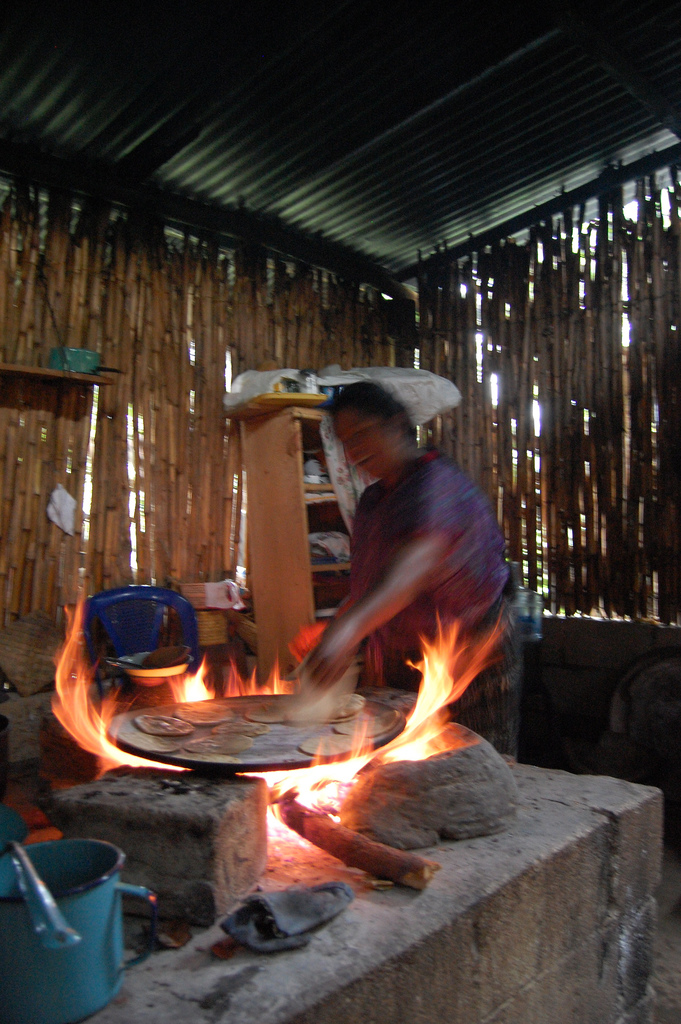
Una dona guatemalenca fa tortilles de blat de moro en un cornal escalfat amb llenya

Des d'èpoques immemorials, les tortilles de blat de moro que es consumeixen a Mèxic van ser fetes a mà. A Mèxic es fa servir el verb  coques  amb l'accepció de "fer tortilles de blat de moro aplanant la bola de massa" No només la confecció de les tortilles pròpiament dita de les tortilles sinó també la nixtamalización del blat de moro i la molta del nixtamal per produir la massa es feia exclusivament amb treball humà i eines mil·lenàries (moles amb metlapiles per moldre la massa, cornal és per coure la tortilla).
Cap al final del segle xix van començar a aparèixer a Mèxic les primeres tortilla a mecàniques, anomenades "de aplastón". Es tracta d'artefactes que compten amb dues planxes unides per una frontissa, i una palanca, poden ser de fusta o de metall. Sobre una de les planxes es posa una bola de massa de blat de moro que serà aixafat per l'altra planxa mitjançant la pressió exercida sobre la palanca. D'aquesta manera s'obté el disc de blat de moro que després de cuit es convertirà en tortilla. També en la segona meitat del segle xix va ser introduït el molí de mà per a la preparació de la massa de blat de moro, com a substitut del mola de basalt. Tant les tortilles de aplastón com els molins de mà segueixen sent empleats fins a l'actualitat. Al llarg de la primera meitat del segle xx apareixeran noves, algunes semimanual, com les ideades perquè van dissenyar Salvador Guzmán en 1935 i la fabricada per Félix Rábago en 1936. Ambdues consisteixen en dues planxes de metall, però substitueixen la palanca per un tracte que estén la massa de nixtamal al forat circular que es troba a la planxa superior, de manera que en aixecar aquesta s'obté el disc de massa.
De manera alterna, aquestes tortilles de doble planxa apareixen més tard les màquines de rodets, principi fonamental de les tortilles industrials de l'actualitat. La primera d'elles és la de Luis Romero, de 1910. Cinc anys després, la Companyia L'Índia va fabricar la seva màquina de corrons amb cocció automàtic. La màquina de l'Índia va fer innecessari l'ús d'un cornal extern per al coneixement del tortilla. Des de la dècada dels quaranta s'empren majoritàriament les tortilles patentades per Fausto Celorio (1947) i Óscar Verástegui (1957), que poden produir entre 3000 i 10,000 tortilles per hora, depenent del model.

## Les tortilles en l'actualitat
És un aliment bàsic de la cuina tradicional de Mèxic i Amèrica Central. Les tortilles es consumeixen cada dia. Les fàbriques de tortilles ( Tortillería ) són molt comuns, i es poden trobar a qualsevol ciutat, poble, colònia i fins i tot hi ha llocs on hi ha diverses en un sol carrer.
Les Tortillería treballen des de molt d'hora al matí quan es prepara la farina fins poc després de l'hora del menjar (a Mèxic es menja entre les 13:30 i les 15:30). Alguns supermercats o botigues de abarrotadas també venen tortilles i en aquests llocs es poden comprar durant tot el dia.
Però també, hi ha molts llocs on encara se segueixen venent tortilles fetes a mà, popularment anomenades tortilles de mà i, encara que el seu preu és més car que el de les tortilles de màquina, el seu sabor és molt més saborós i la tortilla 1 poc més gruixuda, però el just per poder degustar el seu exquisit sabor. La tortilla feta a mà és molt més tradicional, encara que avui dia, en lloc de cuinar a llenya (que encara segueix havent llocs en què s'escalfen així) les cuinen a Comala especials per a això, utilitzant el gas LP d'ús domèstic.
La tortilla és un aliment que es consumeix durant tot l'any, en qualsevol ocasió, amb tota mena de menjars. Es poden fer  tacos  amb qualsevol ingredient encara que el més comú és preparar-los amb carns.

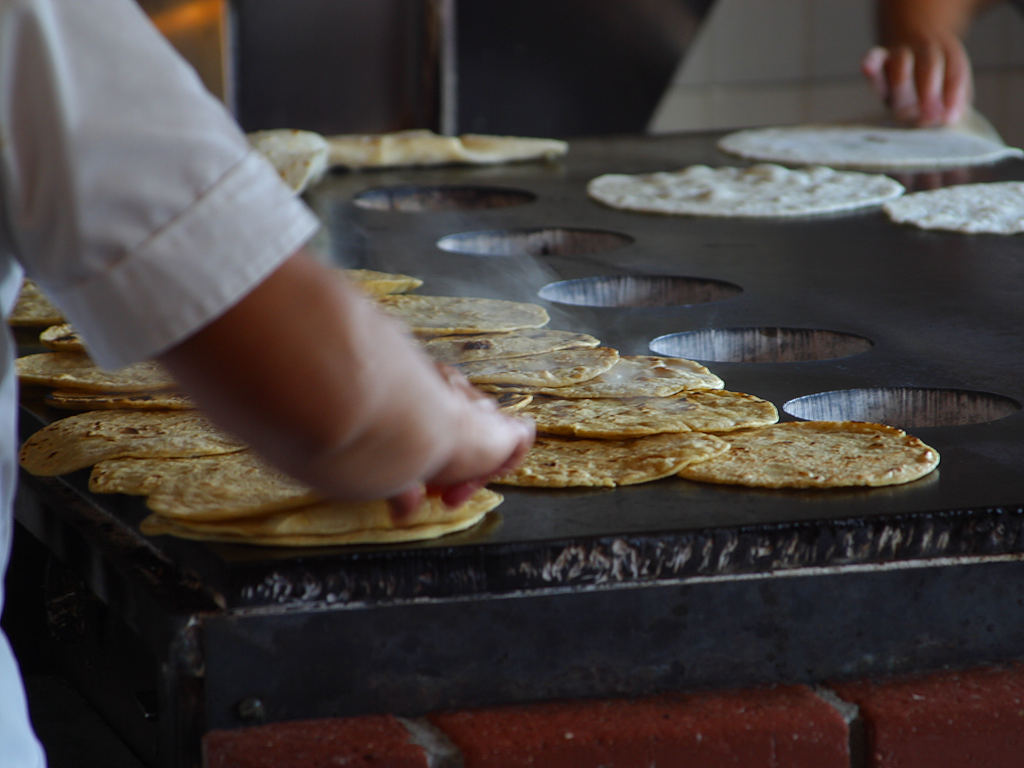
Elaboració de tortilles.

Les tortilles acompanyen tots els àpats tradicionals de Mèxic. Usant la tortilla es poden preparar altres aliments com: tacos, totopos, torradas, enchiladas, enfrijoladas, entomatadas, sopa de tortilla, quesadillas, xalupas, flautas, burritos, tacos daurats, sincronizadas, chilaquiles (en general es preparen amb tortilles de farina de blat de moro). Amb la tortilla es poden preparar tacos servint qualsevol aliment en l'interior de la tortilla.
Les tortilles han pujat de popularitat en altres països del món, especialment als Estats Units i a Europa a causa de l'acceptació que ha tingut la cuina mexicana en aquests països i en gran manera a la versatilitat del taco mexicà que pot ser preparat pràcticament amb qualsevol aliment.
Entre els productes de supermercats al segle xxi, és comú trobar paquets de tortilles, en bossa de plàstic, embalades i refrigerades. Aquestes, en general, són menys afavorides que les originals, acabades de fer a mà i cuites sobre el Comala.